# Kościół Narodzenia Najświętszej Maryi Panny w Żernikach
Kościół Narodzenia Najświętszej Maryi Panny w Żernikach – kościół parafialny rzymskokatolickiej parafii Narodzenia Najświętszej Maryi Panny w Żernikach, w województwie kujawsko-pomorskim.
Jest to świątynia gotycka z około 1467 roku, posiadająca barokowy szczyt z 2 połowy XVIII wieku. Świątynię konsekrowano w 1897 roku, a w latach 2003–2006 przeprowadzono konserwację ołtarza i ambony. 
Do najważniejszego wyposażenia kościoła należą ołtarz i ambona wykonane w stylu późnomanierystycznym sprzed połowy XVII stulecia, dwa ołtarze boczne z 1 połowy XIX stulecia i drewniana chrzcielnica wykonana w stylu późnogotyckim z XV/XVI wieku. Cennym zabytkiem sztuki sakralnej jest późnogotycka rzeźba Chrystusa Frasobliwego z XVI w. W kościele znajdują się również freski z XV wieku. 
Wśród płyt nagrobnych na zewnątrz świątyni można wyróżnić kamienne epitafium generała Jana Święcickiego (zmarłego w 1813 roku) na murze zakrystii.